# Bruno Peters
Bruno Peters (* 18. Januar 1884 in Berlin; † 13. Februar 1960 in Ost-Berlin) war ein deutscher KPD-Funktionär und Widerstandskämpfer. Er war 1918/19 Vorsitzender des Arbeiter- und Soldatenrates in Frankfurt (Oder).

## Leben

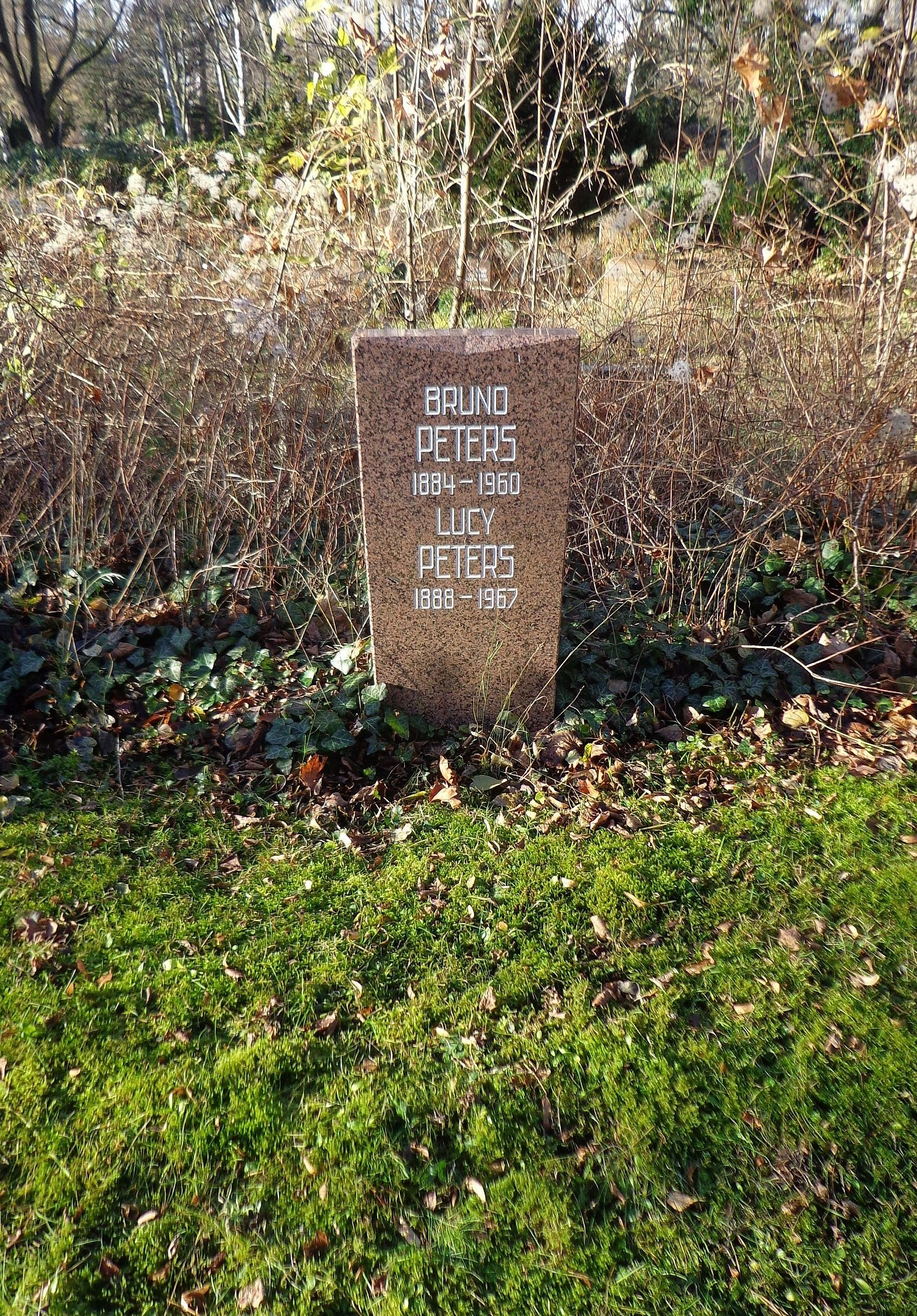
Grabstätte

Der Sohn eines Schuhmachermeisters erlernte den Beruf Werkzeugmacher. Im Jahr 1908 wurde er Mitglied der SPD und gehörte von 1910 bis 1916 zur Leitung der 3. Gruppe des sozialdemokratischen Wahlkreises Berlin-Charlottenburg. Im Januar 1916 übernahm dort die Spartakusgruppe die Leitungsfunktionen. Peters war besonders bei der Verbreitung der „Spartakusbriefe“ involviert. Im Jahr 1917 trat er der USPD bei.
Während des Ersten Weltkriegs arbeitete er als Schlosser bei der Deutschen Waffen- und Munitionsfabrik und gehörte dort zu den Revolutionären Obleuten. Während der Aprilstreiks 1917 wurde er als Rädelsführer verhaftet und in einem Militärlager interniert.
Im Januar 1918 wurde er gemeinsam mit Leo Jogiches verhaftet und wegen „Hoch- und Landesverrats“ angeklagt; Mitte Oktober 1918 aus der Haft entlassen wurde er zum Ersatzheer in Frankfurt/Oder abkommandiert. Am 10. November 1918 wurde Peters dort zum 1. Vorsitzenden des Arbeiter- und Soldatenrates gewählt.
Gemeinsam mit Wilhelm Michalski (1872–1961) delegierte ihn die Charlottenburger Spartakusgruppe für den Gründungsparteitag der KPD; dort wurde er zum Mitglied der Revisionskommission und auf späteren Parteitagen als Kassenrevisor der KPD-Zentrale gewählt.
In den 1920er Jahren war Peters für die KPD-Bezirksleitung Berlin-Brandenburg tätig und arbeitete als Abnahmeingenieur bei der sowjetischen Handelsvertretung in Berlin. Nach einer kurzzeitigen Verhaftung 1934 arbeitete er als Abnahmeingenieur bei der Deutschen Reichsbahn. Er beteiligte sich weiterhin am Widerstand gegen das NS-Regime und hatte u. a. Kontakte zu Werner Seelenbinder. Im Jahr 1944 wurde er erneut verhaftet und wegen „Wehrkraftzersetzung“ zu drei Jahren Zuchthaus verurteilt.
Ab Juni 1945 arbeitete Bruno Peters wieder im Reichsbahnzentralamt und wurde KPD-Funktionär in Berlin-Charlottenburg. 1953 übersiedelte er nach Berlin-Pankow. Vor seiner Pensionierung war er Leiter des Abnahmeamtes bzw. des Technischen Zentralamts der Deutschen Reichsbahn.
Seine Urne wurde in der Grabanlage Pergolenweg der Gedenkstätte der Sozialisten auf dem Berliner Zentralfriedhof Friedrichsfelde beigesetzt.
Der Historiker und Kartograph Arno Peters ist sein Sohn.

## Ehrungen
Beigesetzt wurde er in der Gedenkstätte der Sozialisten auf dem Zentralfriedhof Friedrichsfelde.
Die Straße Bruno-Peters-Berg in Frankfurt/Oder wurde nach ihm benannt.
Im Jahr 1956 erhielt er den Vaterländischen Verdienstorden in Silber.